# Ouled Yahia Khedrouche
Ouled Yahia Khedrouche (în arabă أولاد يحيى خدروش) este o comună din provincia Jijel, Algeria.
Populația comunei este de 18.323 de locuitori (2008).